# Sultan Yacoub
Sultan Yacoub (em árabe: سطان يعقوب) é um vilarejo libanês situado no Vale do Beca, a sete quilômetros da fronteira com a Síria.
A aldeia conta com um contingente relativamente grande de falantes de português, composto de brasileiros e libaneses que moraram no Brasil.